# Хрущик-лисичка
Хрущик-лисичка (Pygopleurus vulpes)  — вид жуків з родини Glaphyridae, поширений на півдні Європи.

## Опис
Середнього розміру жук довжиною тіла 1-1,4 см. Має яскраво виражений статевий диморфізм: самці жовто-руді, самиці з металічно-зеленою передньоспинкою.

## Спосіб життя
Мешканець сухого степу. Жуки з'являються наприкінці березня та літають до початку червня. Активні в сонячні дні. Об'їдають частини квіток: адонісів, анемон, півоній, тюльпанів, півників, кульбаб тощо. Є запилювачам тюльпана Шренка, попри обгризання його оцвітини майже ніколи не пошкоджує зав'язь.
У травні-червні з яйця виходять личинки, які розвиваються в ґрунті на глибин 30-50 см. Восени вони заляльковуються, виходить імаго, яке й зимує в ґрунті.

## Ареал і охорона
Поширений у Південній Європі, на Кавказі, в Туреччині, Західному Казахстані, на півдні Європейської частини Росії. В Україні у середині XX століття був відомий на півдні, південніше лінії Вознесенськ, Кропивницький, Кременчук, Харків. Пізніше був виявлений в Житомирській, Вінницький, Черкаській, Сумській областях.
Внесений до Червоної книги Донецької області в Україні, Червоної книги Воронезької області РФ.